# Fortune Financial Center

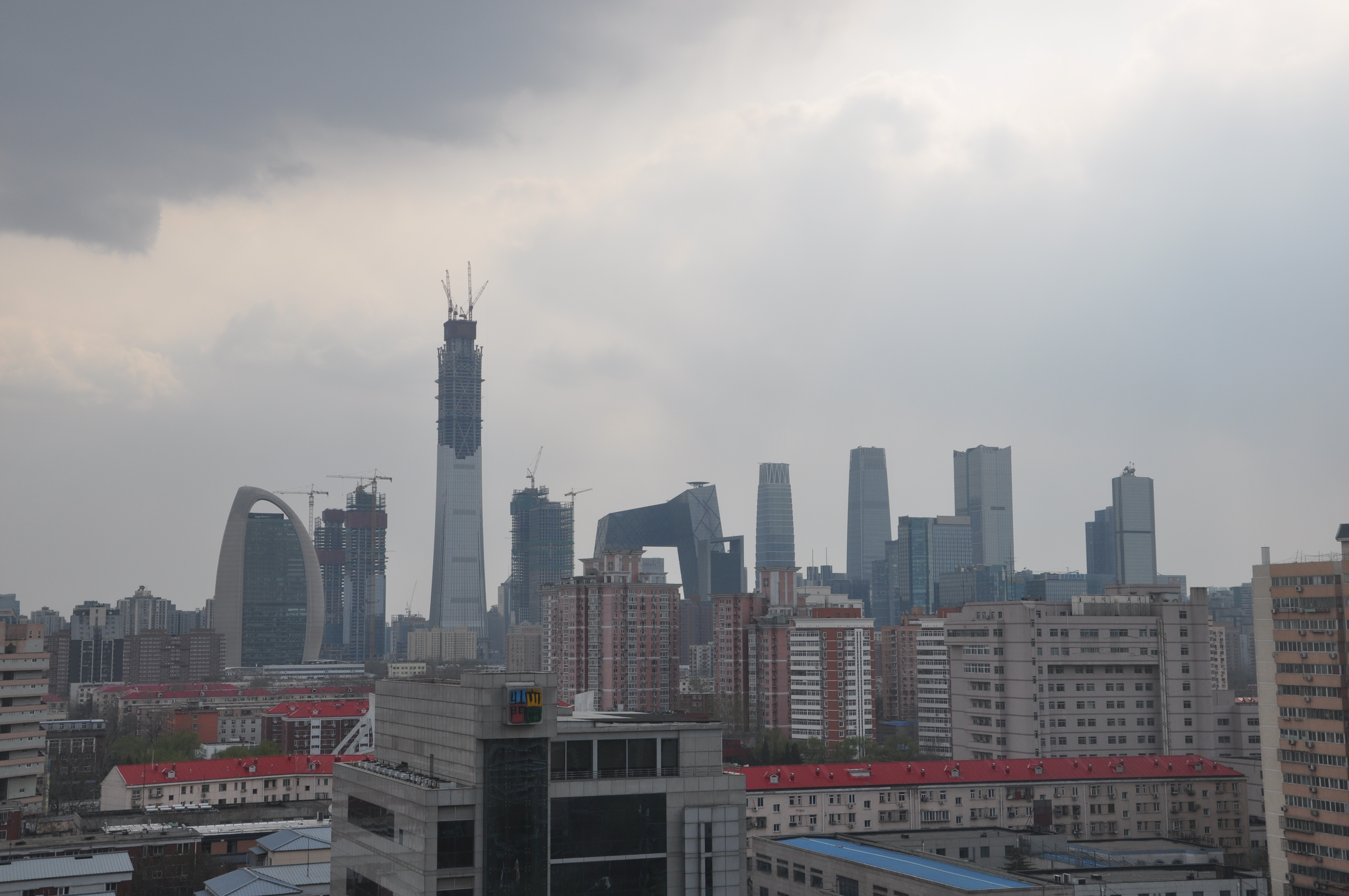
Pekings centrala finansdistrikts skyline (mars 2017) där Fortune Financial Center' syns till höger.

Fortune Financial Center (财富金融中心; Cáifù Jīnróng Zhōngxīn) är en skyskrapa i Peking i Kina. Fortune Financial Center ligger i östra Peking i Guomao längs östra tredje ringvägen i Pekings centrala finansdistrikt.
Fortune Financial Center är 267 m hög. Uppförandet av Fortune Financial Center påbörjades 2009 och färdigställdes 2014.

## Höjdranking (maj 2021)[1]
nr. 348 högst i världen

nr. 209 högst i Asien

nr. 171 högst i Kina

nr. 4 högst i Peking